# Monika Sozanska
Monika Sozanska (Bolesławiec, 13 marzo 1983) è una schermitrice tedesca.

## Palmarès
In carriera ha conseguito i seguenti risultati:
- Mondiali di scherma

Lipsia 2005: bronzo nella spada a squadre.
Pechino 2008: bronzo nella spada a squadre.
Antalia 2009: bronzo nella spada a squadre.
Parigi 2010: argento nella spada a squadre.
- Europei di scherma

Kiev 2008: argento nella spada a squadre.
Legnano 2012: bronzo nella spada individuale.